# Matthew Macfadyen
David Matthew Macfadyen (* 17. října 1974 Great Yarmouth, Spojené království) je britský herec. Za svůj výkon v dramatickém seriálu Boj o moc (2018–2023) získal dvě ceny Emmy, dvě ceny BAFTA, dvě ceny Sdružení filmových a televizních herců a Zlatý glóbus.

## Život
Pochází z umělecké rodiny. Jeho matka byla herečka a učitelka dramatického herectví. Má mladšího bratra Jamieho. Dne 8. října 2004 si vzal za ženu herečku Keeley Hawes (se kterou se seznámil při natáčení seriálu MI5 v roce 2002), se kterou má dceru Maggie a syna Ralpha.
V letech 1990–1992 navštěvoval Oakhamskou školu dramatu v Rutlandu v Leicestershiru. Poté studoval na Královské akademii dramatických umění (absolvoval 1995) a stal se divadelním hercem.

## Filmografie (výběr)
- 1998 Bouřlivé výšiny (role: Hareton Earnshaw)
- 2000 Možná, miláčku
- 2001 Enigma
- 2002 MI5 (role: agent Tom Quinn)
- 2002 Hra o smrti
- 2004 Třináctá komnata
- 2005 Pýcha a předsudek (role: pan Darcy)
- 2007 Horší než smrt
- 2008 Malá Dorritka (role: Arthur Clennam)
- 2008 Duel Frost/Nixon
- 2008 V plamenech
- 2010 Robin Hood (role: šerif z Nottinghamu)
- 2010 Pilíře Země (role: opat Philip)
- 2011 Tři mušketýři (role: Athos)
- 2012 Anna Karenina (role: Oblonsky)
- 2012 Ripper Street (seriál)
- 2014 Ztracen v Karastánu
- 2017 The Current War
- 2017 Rodinné sídlo
- 2018 Louskáček a čtyři říše
- 2018–2023 Boj o moc (seriál)
- 2020 Quiz (seriál)
- 2024 Deadpool & Wolverine